# Darja Kozyreva
Darja Aleksandrovna Kozyreva (ryska: Дарья Александровна Козырева, engelska: Darya/Daria Kozyreva), född 7 oktober 2005, är en rysk student och fredsaktivist från Sankt Petersburg. Den 18 april 2025 dömdes hon till 2 år och 8 månader i fångkoloni för att ha "misskrediterat den ryska militären".

## Biografi

### Tidig aktivism
Kozyreva greps första gången i december 2022, medan hon fortfarande gick i gymnasiet, för att ha utfört graffiti kritisk till Rysslands krig i Ukraina. Efter att Ryssland i maj 2022 jämnat stora delar av Mariupol med marken och tagit kontroll över staden förklarades den vara vänort med Sankt Petersburg. För att ge en bild av "broderskapet" mellan de två städerna uppfördes den 13 december 2022 en utomhusinstallation bestående av två sammanflätade hjärtan benämnd "Tvillinghjärtan". Installationen uppfördes i Sankt Petersburg på palatstorget utanför konstmuseet Eremitaget. Inom kort försåg Kozyreva installationen med budskapet “Murderers, you bombed it. Judases”, varefter den togs bort för renovering. Efter att ha renoverats återställdes installationen omkring den 20 december 2022, men togs senare bort för gott i januari 2023.
Ett år senare, år 2023, blev hon bötfälld för "misskreditering". Hon blev samtidigt avstängd från universitetet för att ha postat på en sociala medier-plattform där hon diskuterade "krigets imperialistiska karaktär".

### Arrestering och dom, 2024 och 2025
Kozyreva arresterades den 24 februari 2024, på tvåårsdagen av Rysslands fullskaliga invasion av Ukraina. Arresteringen skedde efter att hon lagt blommor samt fäst en vers från den välkända ukrainska dikten "Mitt testamente" vid en staty i Sankt Petersburg av diktens författare, poeten Taras Sjevtjenko (1814–1861). Dikten skrevs av Sjevtjenko i mars 1845, och den aktuella versen lyder:
| ”                                                   | Oh bury me, then rise ye up / And break your heavy chains / And water with the tyrants’ blood / The freedom you have gained | „ |
| – Översättning: John Weir (1906-1983), storinka.org | |   |

| ”                                                                              | Bädden mig i grav, men stånden / upp med boja bruten! / Må med ondskans blod er frihet / varda friskt begjuten! / I ert nya, stora samfund, / byggt av fria söner, / må n I också ihågkomma / mig med stilla böner. | „ |
| – Översättning: Alfred Anton Jensen (1859-1921), Mitt testamente på Wikisource | |   |

Efter närmare ett år släpptes hon ur fängsligt förvar den 7 februari 2025. Hon förbjöds dock att använda telefon och internet samt uttala sig för media.
Den 18 april 2025 dömdes hon till 2 år och 8 månader i fångkoloni. Hennes brott var att ha "misskrediterat den ryska militären" genom fästa en vers från en välkänd ukrainsk dikt av poeten Taras Sjevtjenko, på en staty föreställande denne poet i Sankt Petersburg, samt ha blivit intervjuad av Radio Free Europe där hon gjort politiska uttalanden.
Domen har fördömts av Amnesty International för att vara “another chilling reminder of how far the Russian authorities will go to silence peaceful opposition to their war in Ukraine.” Människorättsorganisationen Memorial deklarerade den 27 mars 2024 Darja Kozyreva som en politisk fånge.